# Европско првенство у атлетици на отвореном 1962 — штафета 4 × 100 метара за мушкарце
Трка штафета 4 х 100 метара у мушкој конкуренцији на 7. Европском првенству у атлетици 1962. одржано је 14. и 16. септембра у Београду на стадиону ЈНА.
Титулу освојену у Стокхолму 1958, одбранила је штафета Немачке.

## Земље учеснице
Учествовало је 9 штафета са 36 такмичара. 
1. Бугарска (4)
2. Италија (4)
3. Мађарска (4)
4. Немачка (4)
5. Пољска (4)
6. СССР (4)
7. Уједињено Краљевство (4)
8. Француска (4)
9. Шведска (4)

## Рекорди
| Рекорди пре почетка Европског првенства 1962.     | Рекорди пре почетка Европског првенства 1962. | Рекорди пре почетка Европског првенства 1962.                    | Рекорди пре почетка Европског првенства 1962. | Рекорди пре почетка Европског првенства 1962. | Рекорди пре почетка Европског првенства 1962. |
| ------------------------------------------------- | --------------------------------------------- | ---------------------------------------------------------------- | --------------------------------------------- | --------------------------------------------- | --------------------------------------------- |
| Светски рекорд                                    | Сједињене Државе                              | Hayes Jones, Frank Budd, Charles Frazier, Пол Драјтон            | 39,1                                          | Москва, СССР                                  | 15. јул 1961.                                 |
| Европски рекорд                                   | СССР                                          | Едвин Озолин, Леонид Бартенев, Јуриј Коновалов, Николај Политико | 39,4                                          | Москва, СССР                                  | 15. јул 1961.                                 |
| Рекорди европских првенстава                      | Немачка                                       | Валтер Махлендорф, Armin Hary, Heinz Fütterer, Манфред Гермар    | 40,2                                          | Стокхолм, Шведска                             | 24. август 1958.                              |
| Рекорди после завршетка Европског првенства 1962. |                                               |                                                                  |                                               |                                               |                                               |
| Рекорди европских првенстава                      | Француска                                     | Жан-Пол Ламброт, Guy Lagorce, Claude Piquemal, Jocelyn Delecour  | 40,0                                          | Београд, Југославија                          | 14. септембар 1962.                           |
| Рекорди европских првенстава                      | Велика Британија                              | Алф Меакин, Рон Џонс, Бервин Џонс, Дејвид Џонс                   | 39,8                                          | Београд, Југославија                          | 14. септембар 1962.                           |
| Рекорди европских првенстава                      | Немачка                                       | Клаус Улонска, Петер Гампер, Јоаким Бендер, Манфред Гермар       | 39,5                                          | Београд, Југославија                          | 16. септембар 1962.                           |
| Рекорди европских првенстава                      | Пољска                                        | Jerzy Juskowiak, Andrzej Zieliński, Zbigniew Syka, Мариан Фоик   | 39,5                                          | Београд, Југославија                          | 16. септембар 1962.                           |

## Сатница
| Датум         | Време | Коло          |
| ------------- | ----- | ------------- |
| 14. септембар | 21:00 | Квалификације |
| 16. септембар | 18,30 | Финале        |

## Резултати

### Квалификације
За 6 места у финалу квалификовале су се по три првопласиране штафете из обе квалификационе групе (КВ).
| Место | Група | Земља                | Атлетичари                                                           | Резултат | Белешка     |
| ----- | ----- | -------------------- | -------------------------------------------------------------------- | -------- | ----------- |
| 1.    | 2     | Уједињено Краљевство | Алф Меакин, Рон Џонс, Бервин Џонс, Дејвид Џонс                       | 39,8     | КВ, РЕП, НР |
| 2.    | 2     | Немачка              | Клаус Улонска, Петер Гампер, Јоаким Бендер, Манфред Гермар           | 39,9     | КВ          |
| 3.    | 2     | Пољска               | Jerzy Juskowiak, Анджеј Зјелињски, Zbigniew Syka, Мариан Фоик        | 39,9     | КВ, НР      |
| 4.    | 1     | Француска            | Жан-Пол Ламброт, Guy Lagorce, Claude Piquemal, Jocelyn Delecour      | 40,0     | КВ, РЕП     |
| 5.    | 2     | Шведска              | Sven Hortewall, Bo Althoff, Свен-Аке Ловгрен, Ове Јонсон             | 40,1     | НР          |
| 6.    | 1     | Мађарска             | Imre Babos, Csaba Csutorás, László Mihályfi, Gyula Rábai             | 40,5     | КВ          |
| 7.    | 1     | Италија              | Ливио Берути, Серђо Отолина, Армандо Сарди, Flavio Colani            | 40,6     | КВ          |
| 8.    | 1     | СССР                 | Армин Тујаков, Едвин Озолин, Slava Prokhorovskiy, Игор Тер-Ованесјан | 40,8     |             |
| 9.    | 2     | Бугарска             | Yordan Glukhchov, Веселин Валов, Тодор Сталев, Михаил Бачваров       | 41,3     | НР          |

### Финале
| Место | Земља                | Атлетичари                                                      | Резултат | Белешка |
| ----- | -------------------- | --------------------------------------------------------------- | -------- | ------- |
|       | Немачка              | Клаус Улонска, Петер Гампер, Јоаким Бендер, Манфред Гермар      | 39,5     | РЕП, НР |
|       | Пољска               | Jerzy Juskowiak, Анджеј Зјелињски, Zbigniew Syka, Мариан Фоик   | 39,5     | РЕП, НР |
|       | Уједињено Краљевство | Алф Меакин, Рон Џонс, Бервин Џонс, Дејвид Џонс                  | 39,8     | НР      |
| 4.    | Француска            | Жан-Пол Ламброт, Guy Lagorce, Claude Piquemal, Jocelyn Delecour | 40,0     |         |
| 5.    | Италија              | Ливио Берути, Серђо Отолина, Армандо Сарди, Flavio Colani       | 40,3     |         |
| 6.    | Мађарска             | Imre Babos, Csaba Csutorás, László Mihályfi, Gyula Rábai        | 40,5     |         |